# 圣吕斯 (伊泽尔省)
圣吕斯（法語：Sainte-Luce，法語發音：[sɛ̃t lys]）是法国伊泽尔省的一个市镇，位于该省南部，属于格勒诺布尔区。

## 地理
圣吕斯（44°51'2"N, 5°54'42"E）面积7.95 平方千米，位于法国奥弗涅-罗讷-阿尔卑斯大区伊泽尔省，该省份为法国东南部内陆省份，北起顺时针与安省、萨瓦省、上阿尔卑斯省、德龙省、阿尔代什省、卢瓦尔省和罗讷省。
与圣吕斯接壤的市镇（或旧市镇、城区）包括：莱科特德科尔、博蒙地区凯、博蒙地区圣米歇尔、博蒙地区拉萨勒。

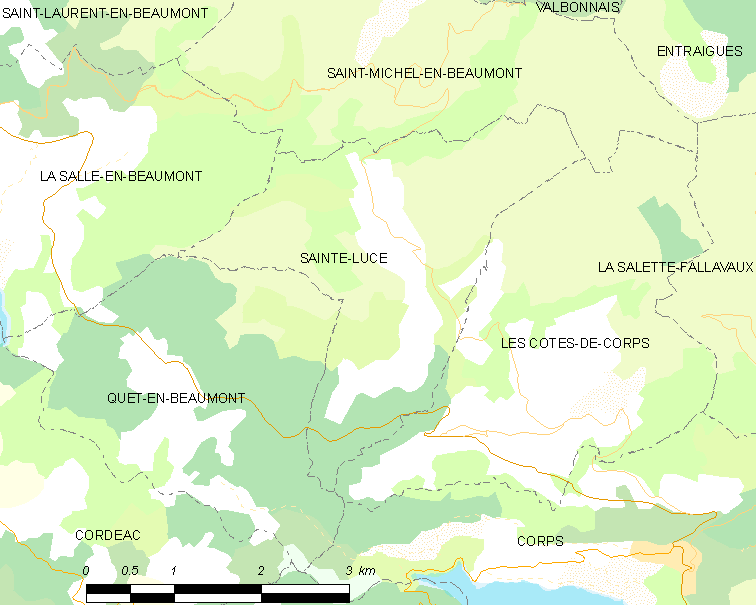
的OSM定位图

圣吕斯的时区为UTC+01:00、UTC+02:00（夏令时）。

## 行政
圣吕斯的邮政编码为38970，INSEE市镇编码为38414。

## 政治
圣吕斯所属的省级选区为马泰西讷-特列沃县。

## 人口

1962-2008年间人口变化图示

圣吕斯于2022年1月1日时的人口数量为41人。